# Velohebria
Velohebria is een geslacht van wantsen uit de familie beeklopers (Veliidae). Het geslacht werd voor het eerst wetenschappelijk beschreven door Štys in 1976.

## Soorten
Het genus bevat de volgende soorten:

- Velohebria antennalis Štys, 1976